# Oebotas de Dymes
Oebotas de Dymes (grec ancien : Οἰβώτας Δυμαῖος) est un vainqueur olympique, originaire de la cité de Dymes.
Il remporta la course à pied du stadion d'une longueur d'un stade (environ 192 m) lors des 6e Jeux olympiques, en 756 av. J.-C.
Oebotas était le fils d'Oinias.
Pausanias, dans sa description d'Olympie explique qu'Oebotas de Dymes ne fut honoré pour sa victoire qu'aux 80e Jeux olympiques, en 460 av. J.-C. par l'érection d'une statue. En effet, alors qu'il avait été le premier athlète d'Achaïe à l'emporter à Olympie, les habitants de sa région d'origine ne l'auraient pas honoré. Il aurait alors lancé une malédiction sur tous les Achéens, les empêchant de remporter aucune victoire aux Jeux olympiques. Si cela n'avait alors pas marqué, plusieurs siècles plus tard, les Achéens auraient commencé à en souffrir. Ils auraient alors consulté l'oracle de Delphes qui leur en aurait révélé la raison. Il fut alors décidé d'ériger une statue à Oebotas et de lui rendre les honneurs dus à un olympionique. La malédiction aurait alors été levée par la victoire de Sostratos de Pellana au stadion des enfants en 460 av. J.-C. Dès lors, il devint coutumier pour les athlètes achéens de sacrifier à Oebotas avant les Jeux et de lui dédier leur couronne d'olivier en cas de victoire,. Cependant, des vainqueurs originaires d'Achaïe sont connus entre Oebotas et Sostratos. Cette légende pourrait avoir été créée a posteriori pour expliquer le culte rendu au coureur.

## Sources
- Eusèbe de Césarée, Chronique, Livre I, 70-82. Lire en ligne.
- (en) Paul Christesen, Olympic Victor Lists and Ancient Greek History, New York, Cambridge University Press, 2007, 580 p. (ISBN 978-0-521-86634-7).
- (en) Mark Golden, Sport in the Ancient World from A to Z, Londres, Routledge, 2004, 184 p. (ISBN 0-415-24881-7).
- (en) David Matz, Greek and Roman Sport : A Dictionnary of Athletes and Events from the Eighth Century B. C. to the Third Century A. D., Jefferson et Londres, McFarland & Company, 1991, 169 p. (ISBN 0-89950-558-9)
- (it) Luigi Moretti, « Olympionikai, i vincitori negli antichi agoni olimpici », Atti della Accademia Nazionale dei Lincei, vol. VIII,‎ 1959, p. 55-199.
- Pausanias, Description de la Grèce [détail des éditions] [lire en ligne] (VI, 3, 8) et (VII, 17, 6-13)